# 요코야마 야스타케
요코야마 야스타케(일본어: 横山安武, 1843년 1월 30일 ~ 1870년 8월 22일)는 막말의 사쓰마 번사이다. 신정부의 부패, 악정을 비판하는 건의서를 제출한 후 젊은 나이에 자결하였다. 사쓰마 번사 모리 기에몬 아리히로의 4남으로 태어났다. 모리 아리노리의 친형이며 어려서 유학자 가문인 요코야마가의 양자로 입적하게 되었다.

## 같이 보기
- 정한론